# Eulepidotis selecta
Eulepidotis selecta là một loài bướm đêm trong họ Erebidae.